# Voyage en Égypte
Voyage en Égypte est un récit de voyage écrit par Gustave Flaubert en 1851 et publié à titre posthume en 1881.
Le 22 octobre 1849, deux ans après avoir exploré ensemble la Bretagne, Maxime Du Camp et Gustave Flaubert quittent Croisset pour un voyage en Orient qui va durer un an et demi : durant les sept premiers mois, Flaubert rédige un journal au cours de son séjour en Égypte et qu'il met au propre entre juin et septembre 1851, juste avant de se lancer dans la composition de Madame Bovary. Ce « journal égyptien » fait partie d'un plus vaste périple qui s'achève au printemps 1851 et conduit Flaubert jusqu'au Liban, la Palestine, Rhodes, Constantinople, la Grèce et l'Italie. 
Après la mort de l'écrivain, son héritière Caroline Franklin-Grout décide de publier une version du journal, largement incomplète et peu fidèle au récit originel. Le manuscrit, égaré depuis 1930, est retrouvé dans les années 1980 et publié en 1991 en version intégrale. 

## Éditions
- Tome 7 des Œuvres complètes, Paris, Alphonse Lemerre, 1881 — version réaménagée et expurgée.
- Voyage en Égypte, édition et présentation de Pierre-Marc de Biasi, Paris, Grasset, 1991  (ISBN 9782246440116) — version intégrale.